# 朱预
朱预（1927年10月28日—2013年3月30日），中国医学家，江苏昆山人，中国普通外科内分泌外科学奠基人之一曾任北京协和医院院长、第八届全国人大代表。

## 生平
2013年3月30日，因病于北京逝世。
朱预是北京协和医学院现任院长赵玉沛的硕士研究生导师。